# Orleanka, Sakî
Orleanka (în ucraineană Орлянка) este un sat în comuna Ohotnîkove din raionul Sakî, Republica Autonomă Crimeea, Ucraina.

## Demografie
Componența lingvistică a localității Orleanka
     Tătară crimeeană (40,29%)
     Rusă (36,87%)
     Ucraineană (19,25%)
     Belarusă (1,96%)
     Alte limbi (0,33%)
Conform recensământului din 2001, nu exista o limbă vorbită de majoritatea populației, aceasta fiind compusă din vorbitori de tătară crimeeană (40,29%), rusă (36,87%), ucraineană (19,25%) și belarusă (1,96%).